# NGC 7292

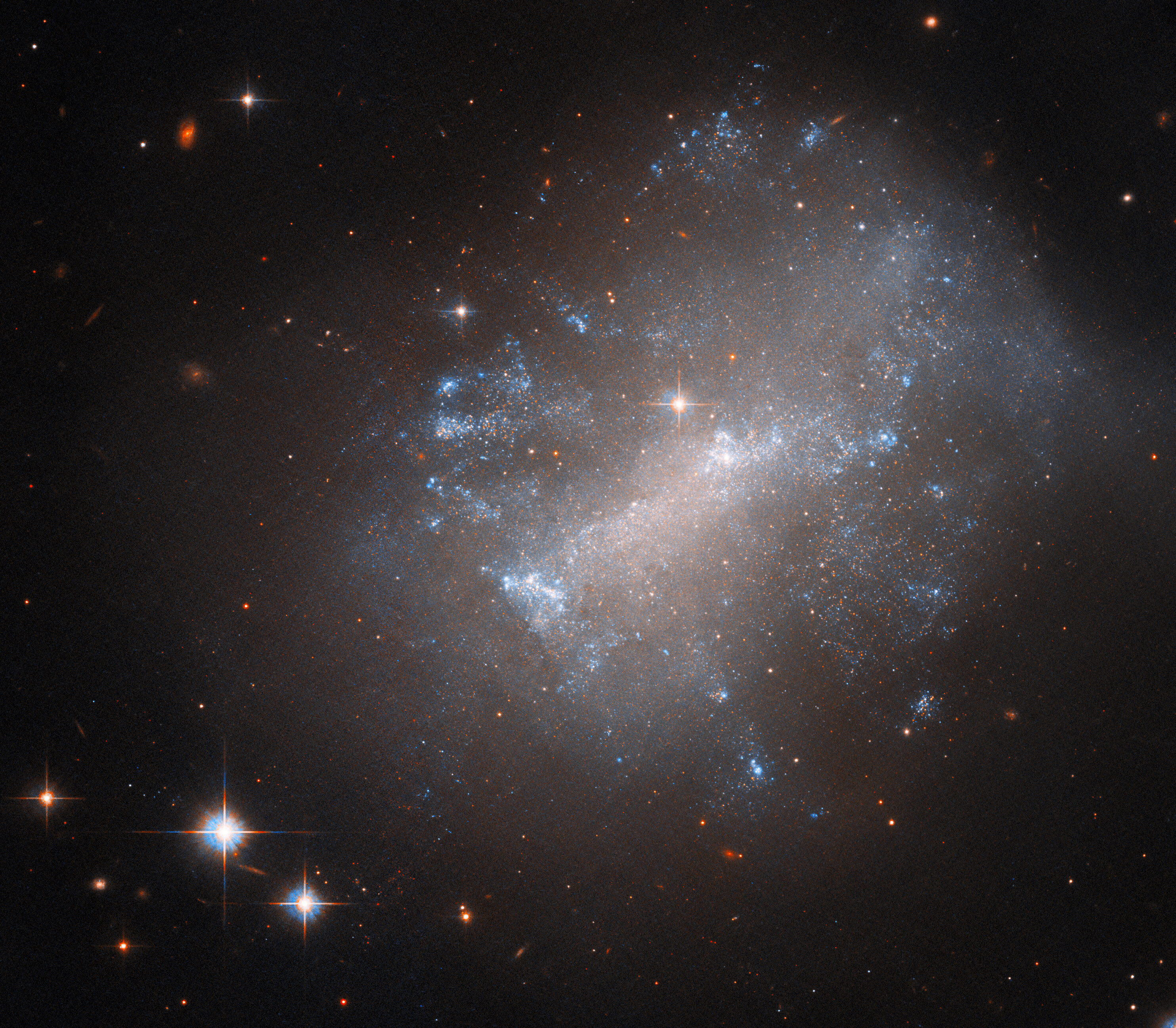
NGC 7292 par le télescope spatial Hubble. Sur cette image, le nord est en bas.

NGC 7292 est une petite galaxie irrégulière barrée de type magellanique, relativement rapprochée et située dans la constellation de Pégase. Sa vitesse par rapport au fond diffus cosmologique est de 652 ± 24 km/s, ce qui correspond à une distance de Hubble de 9,6 ± 0,8 Mpc (∼31,3 millions d'al). NGC 7292 a été découverte par l'astronome français Édouard Stephan en 1872.
La classe de luminosité de NGC 7292 est V-VI et elle présente une large raie HI. Selon la base de données Simbad, NGC 7292 est une galaxie candidate au titre de galaxie active.
Selon NASA/IPAC, NGC 7292 est une galaxie du champ, c'est-à-dire qu'elle n'appartient pas à un amas ou un groupe et qu'elle est donc gravitationnellement isolée.
À ce jour, six mesures non basées sur le décalage vers le rouge (redshift) donnent une distance de 11,820 ± 3,101 Mpc (∼38,6 millions d'al), ce qui est à l'intérieur des valeurs de la distance de Hubble.

## Masse
Selon un article publié en 2022, la masse de gaz froid de NGC 7292 est égale à (2,5 ± 0,4) × 108 {\displaystyle M_{\odot }} ce qui représente une fraction égale à 0,58 ± 0,09 de la masse de la galaxie .  Ces données permettent de calculer la masse de la galaxie, calcul qui donne une masse de 4,31 ± 1,29 x8{\displaystyle M_{\odot }}.

## Supernova
La supernova SN 1964H a été découverte dans NGC 7292 le 14 juin 1964 par un(e) dénommé(e) Gates. D'une magnitude apparente de 14,8 au moment de sa découverte, elle était de type II.